# پراکتر (اکلاهما)
پراکتر(به انگلیسی: Proctor) شهری در شهرستان ادیر در ایالت اکلاهما کشور ایالات متحده آمریکا است که جمعیت آن در سرشماری سال ۲۰۱۰ میلادی، ۲۳۱ نفر بوده‌است.